# Шенкленгсфелд
Шенкленгсфелд (њем. Schenklengsfeld) општина је у њемачкој савезној држави Хесен. Једно је од 20 општинских средишта округа Херсфелд-Ротенбург. Према процјени из 2010. у општини је живјело 4.649 становника. Посједује регионалну шифру (AGS) 6632019.

## Географски и демографски подаци
Шенкленгсфелд се налази у савезној држави Хесен у округу Херсфелд-Ротенбург. Општина се налази на надморској висини од 317 метара. Површина општине износи 63,8 km². У самом мјесту је, према процјени из 2010. године, живјело 4.649 становника. Просјечна густина становништва износи 73 становника/km².